# Heinz Gartmann
Heinz Gartmann, Pseudonym Werner Wehr, (* 12. Dezember 1917 in Dessau; † 7. August 1960 in Stockholm) war ein deutscher Raketen-Ingenieur, Publizist und Autor im Bereich Technikgeschichte und Raumfahrt-Literatur.

## Leben
Gartmann absolvierte das Humanistische Gymnasium in Bernburg (Saale) und studierte von 1937 bis 1941 an der TH Berlin-Charlottenburg die Fachrichtung Flugmotorenbau, die er als Diplom-Ingenieur abschloss.
Sein Berufseinstieg erfolgte als Forschungsingenieur bei der Firma BMW im Raketenentwicklungswerk Zühlsdorf bei Berlin. Hier war Gartmann ein enger Mitarbeiter des bekannten Raketentriebwerk-Konstrukteurs Helmut Graf von Zborowski, der die drei Raketenwerke von BMW leitete und bahnbrechende Erfindungen in der Strahlantriebstechnik machte. Bis 1945 war Gartmann als Gruppen- und Abteilungsleiter in der BMW-Raketenentwicklung in Berlin und München tätig. Er war an der Entwicklung von Raketenbrennkammern und des Raketentriebwerks für das bekannte Flugabwehrgeschoss X-4 beteiligt.
Nach Kriegsende im Mai 1945 ging Gartmann zunächst als wissenschaftlicher Mitarbeiter in die USA, wo er in den Jahren 1946 und 1947 beim Air Material Command in Wright Field tätig war.
Nach seiner Rückkehr publizierte er populärwissenschaftliche Bücher und Zeitungsbeiträge mit dem Schwerpunkt Raumfahrt. Von 1949 bis 1960 war er Vorstandsmitglied der Gesellschaft für Weltraumforschung e. V. Stuttgart, Mitinitiator der International Astronautical Federation (IAF) und seit 1950 Herausgeber der Fachzeitschrift Weltraumfahrt des Umschau-Verlages, Frankfurt am Main. Er erlitt auf einem Kongress in Stockholm einen Herzinfarkt und verstarb am Folgetag.

## Werke (Auswahl)
- Raketen von Stern zu Stern, Lot-Verlag, Worms 1949.
- Vom Feuerpfeil zum Weltraumschiff, Andermann, München/Wien 1953.
- Sturm auf den Himmel. Eine Erzählung von morgen, Union Deutsche Verlags-Anstalt, Stuttgart 1954 (Utopischer Roman)
- Raketen Stuttgart: Kosmos, 1956.
- Sonst stünde die Welt still. Das große Ringen um das Neue. Econ, Düsseldorf 1957 (Geschichte der neuzeitlichen Technik)
- Träumer – Forscher – Konstrukteure. Das Abenteuer der Weltraumfahrt. Econ, Düsseldorf ca. 1955 (U.a. zu Konstantin E. Ziolkowski, Robert Goddard, Hermann Oberth, Max Valier, Rudolf Nebel, Reinhold Tiling, Johannes Winkler, Eugen Sänger, Helmut von Zborowski, Wernher von Braun. 336 Seiten, 40 Bildtafeln)
- Weltraum-ABC. Econ, Düsseldorf 1958
- Das Bildbuch der Weltraumfahrt. Umschau, Frankfurt am Main 1960
- Feuerstrahlen. Die Geschichte einer geheimnisvollen Versuchsreihe, Union Deutsche Verlags-Anstalt, Stuttgart 1954 (Utopischer Roman).
- mit Günter Ratke (Illustrator): Raketen – Von Stern zu Stern. Lot-Verlag, Worms 1949.
- als Werner Wehr: Ich lebte im Jahr 3000. Roman einer möglichen Reise, Buchgemeinschaft Donauland, Wien 1960 (Utopischer Roman)

## Hörspiele
- 1951: Der Weg zum Weltraumschiff. Hörfolge über die Entwicklung der Raketen – Regie: Fritz Schröder-Jahn (Hörbild – NWDR Hamburg)